# 欧内斯特·古德瑟-卡伦
欧内斯特·古德瑟-卡伦（英語：Earnest Goodsir-Cullen，1912年7月15日—1993年12月），印度男子曲棍球运动员。他曾代表英属印度代表队参加1936年夏季奥林匹克运动会曲棍球比赛，获得一枚金牌。

## 家庭
哥哥威廉·古德瑟-卡伦。